# F+ (glasbena skupina)
F+ je bila slovenska pop glasbena skupina, delujoča v zgodnjih osemdesetih letih 20. stoletja (skupina nima povezave z izolsko skupino ki  pa se je imenovala Kvartet 7 plus, v postavi Šteljo Grbec, Leon Bučar, Danilo Japelj in Mario Petvar iz 1992)
Skupina je nastala konec 60. let, prelomna pa je bila sezona 1978/79, ko so se osredotočili na lastne komercialne pop pesmi in za radio posneli svoji prvi dve skladbi Bilo je na morju in Milena (v zasedbi Andrej Kržišnik, Rajko Rakar, pevec Vojko Džinkić, kitarist Peter Gruden in basist Peter Močnik). Leta 1984 se jim je po odhodu iz Rendez-Vous pridružil Božidar Wolfand-Wolf in z njimi posnel uspešnico Modre oči.
Poljansko-škofjeloška skupina F+, glasbeniki vedo, da si je ime nadela po zvišanem tonu F, je bila ena najvidnejših pop skupin konec sedemdesetih in začetek osemdesetih. Med največje uspehe jim štejemo zmago na slovenski popevki s pesmijo Tri dečve. Danes se v javnosti pojavlja le njihov pevec Stane Vidmar (11.11.1956). Njihova prva uspešnica pa je bila balada Milena.

## Zasedba
- Andrej Kržišnik – klaviature, vodja skupine
- Rajko Rakar – bobni
- Vojko Džinkić - vokal
- Peter Gruden - kitara
- Peter Močnik - bas kitara
- Božidar Wolfand-Wolf - vokal (1984-1985)
- Dare Petrič – kitara (1983–)
- Roman Medvešček – kitara (–1983)
- Stane Vidmar – vokal
- Rafael "Rafo" Vidmar – bas kitara
- Mario Koritnik, kitara
- Milan Selan, bas kitara

## Diskografija

### Albumi
- Milena / Bilo je na morju (mala plošča, PGP Beograd, 1981)[1]
- Tri dečve (PGP Beograd, 1983)[2]

## Nastopi na glasbenih festivalih

### Melodije morja in sonca
- 1984: Peščena obala

### Slovenska popevka
- 1983: Tri dečve (zmagovalna skladba)

### Pop delavnica
- 1983: Lili (2. nagrada občinstva)
- 1984: Ali še luč gori? (2. nagrada občinstva)
- 1985: Modre oči
- 1986: Preden se ljubezen prebudi (2. oddaja)